# 소라오토베타라…
《하늘을 날 수 있다면…》(일본어: 空を飛べたら 소라오 토베타라[*]는 싱어송라이터 KOTOKO의 인디 앨범이다.

## 개요
KOTOKO로서는 첫 앨범이지만, 인디 앨범인 까닭으로 정식 앨범으로 분류되지 않는다. 또한, 앨범 자켓의 일러스트 및 촬영은 KOTOKO 자신이 한 것.

## 수록 곡
- 전곡 작사, 작곡은 KOTOKO로 편곡은 쓰가하라 요시히로.

1. ミルク (4:29)
2. 疾風雲 (5:38)
  - 메이저 1집 앨범〈羽-hane-〉의 수록곡
3. PhuLa PhuLa (3:51)
4. カナリヤ (5:46)
  - 〈羽-hane-〉에는 〈カナリヤ-SORMA No.3 Re-mix-〉로 수록.
5. 鼓動 (3:58)
6. もしも… (5:17)
7. ゆうえんち (3:39)
8. サヨナラ・ジレンマ (7:08)
9. アスピリン (4:44)
10. 羽 (6:12)
  - 메이져 1집 앨범 타이틀 곡.
11. 春色 (4:58)